# Barranc de la Coma d'Amitges
El Barranc de la Coma d'Amitges és un barranc que discorre del tot dins del terme municipal de la Vall de Boí, a la comarca de l'Alta Ribagorça, i dins el Parc Nacional d'Aigüestortes i Estany de Sant Maurici.
És afluent per l'esquerra del Barranc de Peixerani. Té el naixement a 2.269 metres, a l'Estany de la Coma d'Amitges, a la Coma d'Amitges; el seu curs discorre cap al nord i desaigua a 2.059 metres, al Barranc de Peixerani, prop del Pi de Peixerani.